# 501st Legion
Die 501st Legion „Vader’s Fist“ (dt.: 501. Legion „Vaders Faust“) ist eine bekannte, internationale Star-Wars-Fanvereinigung mit mehr als 10.000 Mitgliedern aus mehr als 40 Ländern.

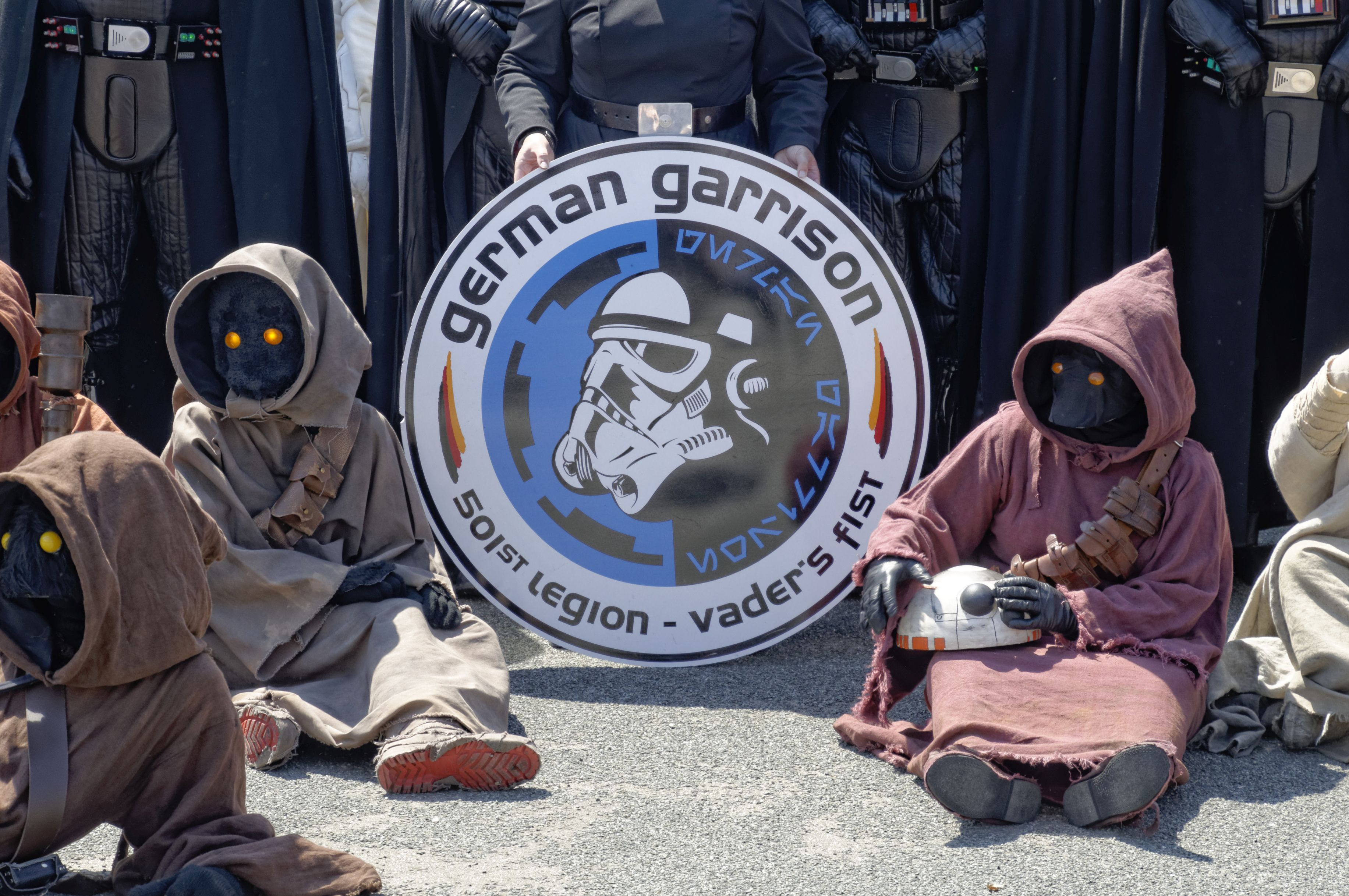
Das Logo der deutschen Garrison auf der ComicCon Germany 2018

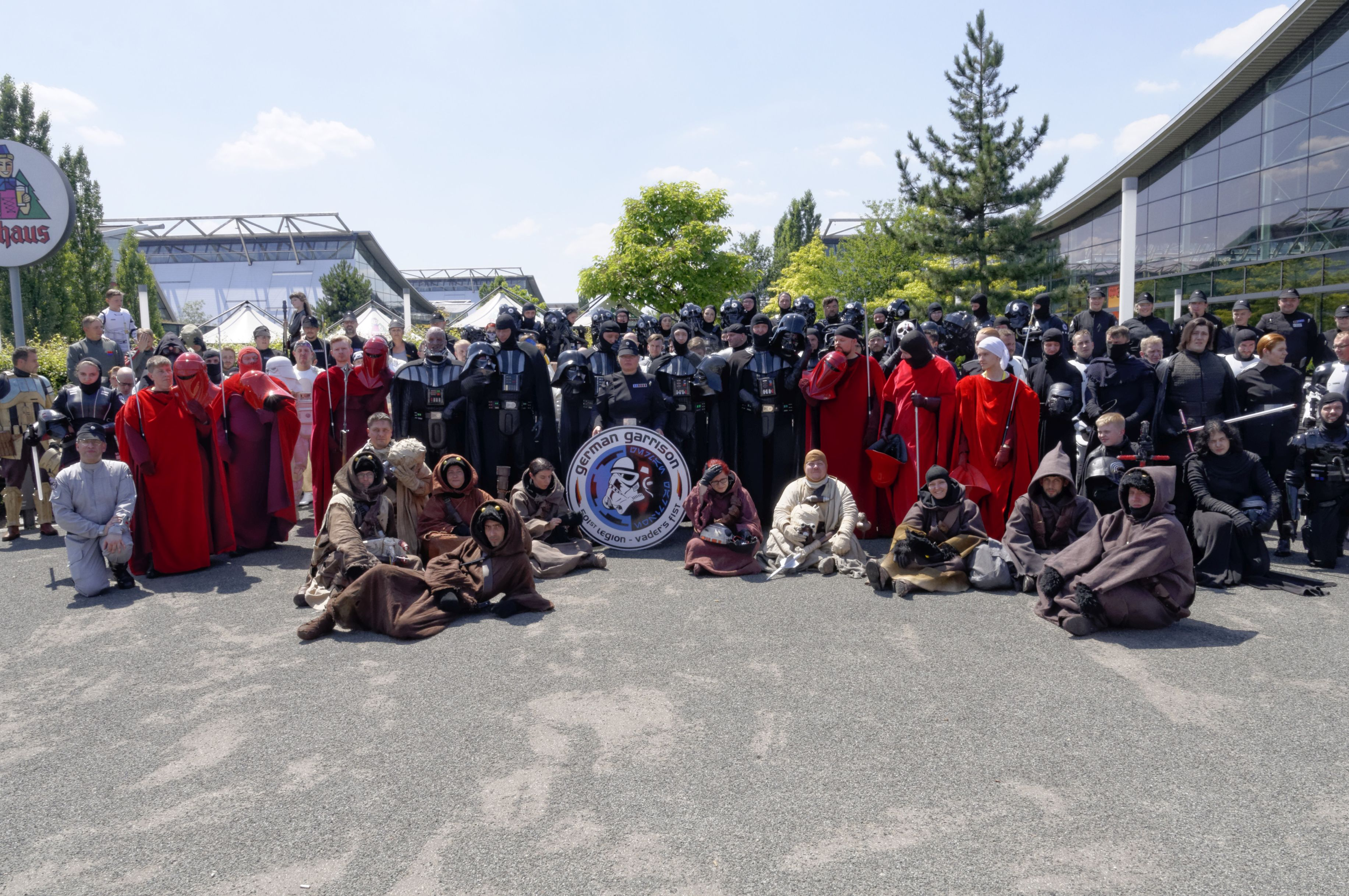
German Garrison auf der ComicCon Germany 2018

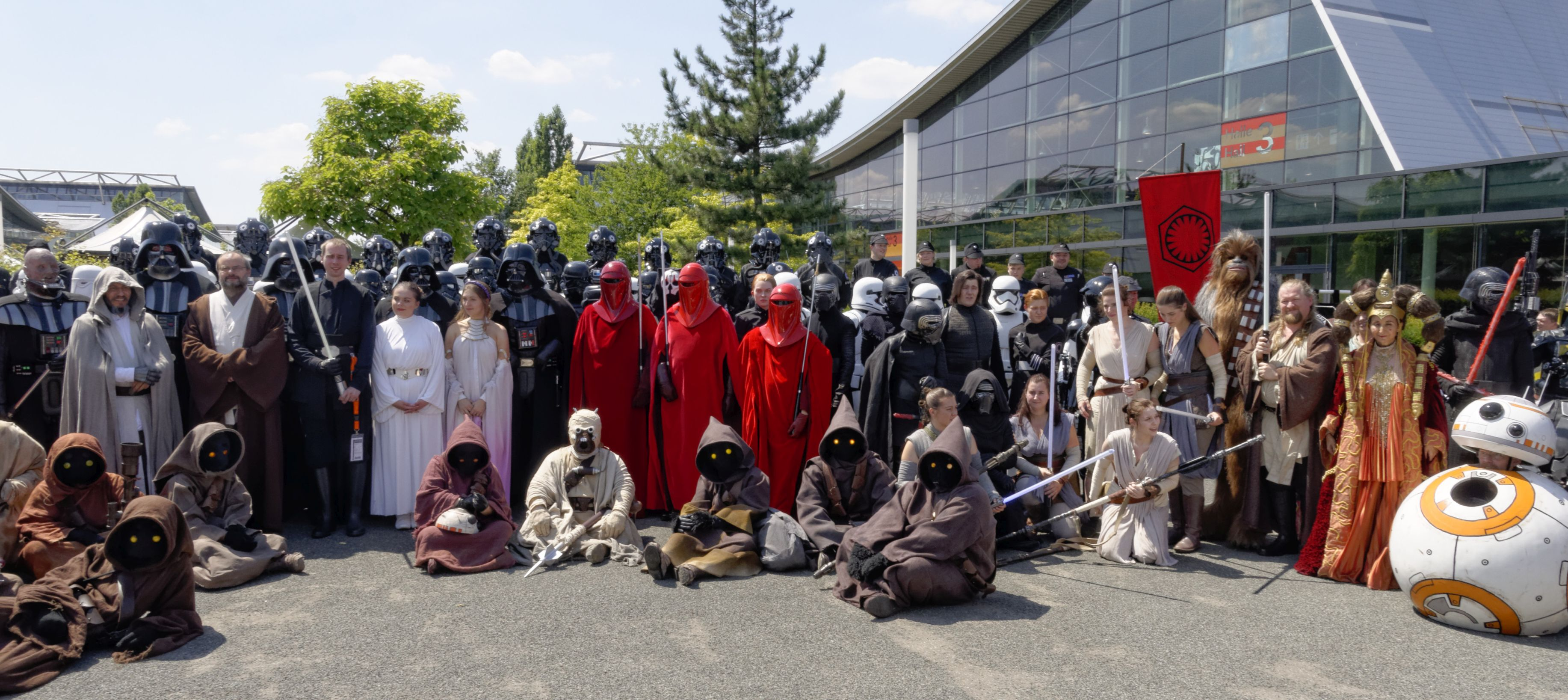
German Garrison mit den Rebellen auf der ComicCon Germany 2018

Die Mitglieder haben sich der Herstellung und des Tragens verschiedenster authentischer und Film-akkurater, imperialer Star-Wars-Kostüme verschrieben. Hierbei liegt der Schwerpunkt vor allem bei Sturmtruppen-Rüstungen und anderen Kostümen des Imperiums oder der sogenannten „dunklen Seite“, also beispielsweise denen der Sith-Lords oder Kopfgeldjäger. Ein weiteres Hauptaugenmerk liegt bei Auftritten für verschiedene Wohltätigkeitsorganisationen, z. B. für die amerikanische Make-A-Wish-Foundation. Zahlreiche Mitglieder sind auch regelmäßig bei diversen Science-Fiction-Conventions anzutreffen.
„Anführer Ehrenhalber“ der 501st Legion war David Prowse, Darsteller von Darth Vader in den ersten drei Star-Wars-Filmen. Weitere Ehrenmitglieder sind zahlreiche Schauspieler wie Mark Hamill (Luke Skywalker) und Ian McDiarmid (Imperator Palpatine), daneben auch Komponist John Williams und Regisseur George Lucas. Einige an der Entstehung der Filme Beteiligte sind auch reguläre Mitglieder, die mit ihren Kostümen auf Veranstaltungen der 501st auftraten, darunter zum Beispiel die Schauspieler Jay Laga’aia (Captain Typho) mit einem Sturmtruppen-Kostüm und Jeremy Bulloch (Boba Fett) mit einem Boba-Fett-Kostüm.

## Geschichte
Gegründet wurde die Legion vom US-Amerikaner Albin Johnson, der im Jahr 1997 den „Detention Block 2551“ (Inhaftierungsblock 2551) – wahrscheinlich als Anspielung auf den Inhaftierungsblock AA-23, in dem Prinzessin Leia in Krieg der Sterne gefangen gehalten wurde – ins Leben rief. Aus einem anfänglich kleinen Kreis eingeschworener Fans wurde, dank der Begeisterung für die weißen Rüstungen der Sturmtruppen, ein mittlerweile über 10000 Mitglieder umfassender internationaler Kostümclub, der in zurzeit 47 Ländern Präsenz zeigt (Stand Sept. 2016).

## Unterteilungen
Die 501st Legion wird unterteilt in Garrisons (Garnisonen, ab 25 Mitgliedern) und Outposts (Außenposten, ab einem Mitglied). Meist existiert eine Garnison oder ein Außenposten für jeweils eine Nation, allerdings gibt es hier Ausnahmen. Es existierten beispielsweise 27 Garnisonen in den Vereinigten Staaten, zwei in Kanada und zwei in Belgien. Des Weiteren besteht für Garnisonen die Möglichkeit der Gründung weiterer Unterteilungen, sogenannter Squads, die sich in der Regel an subnationalen Grenzen orientieren. Ebenfalls gibt es sogenannte Detachments, Unterabteilungen die jeweils Mitglieder mit einem bestimmten Kostüm in sich vereinen.

## Die 501st Legion in Europa

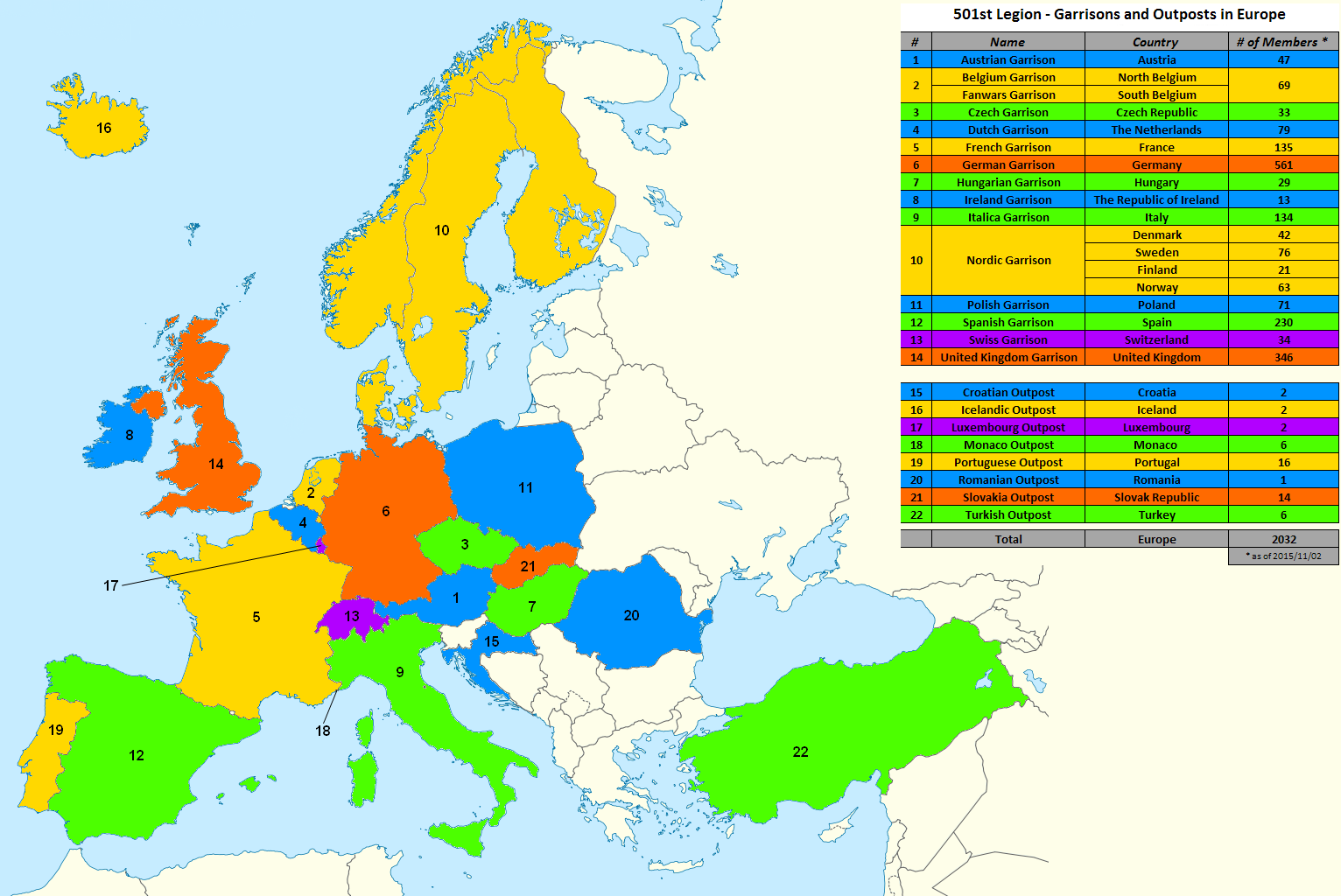
Karte der Garnisonen und Außenposten der 501st Legion in Europa

In Europa ist die 501st Legion mit 22 Garnisonen und Außenposten vertreten, darunter die mit über 900 Personen (Stand: Feb 2019) mitgliederstärkste Garnison innerhalb der Legion die im Jahr 2000 gegründete „German Garrison“ aus Deutschland. Für die Schweiz steht seit 1998 die „Swiss Garrison“. In Österreich existiert seit Oktober 2011 die „Austrian Garrison“ (2006 als Outpost gegründet). Zahlreiche weitere Garnisonen in Europa befinden sich in England, Frankreich, Italien, den Benelux-Staaten sowie in den skandinavischen Ländern. In den letzten Jahren konnte sich die 501st Legion auch in Ost-Europa etablieren, was die erfolgreiche Gründung diverser Outposts und Garrisons u. a. in Rumänien und Polen zeigt.

## Weiteres
Am 1. Januar 2007 marschierten rund 200 Mitglieder auf Wunsch und Einladung von Lucasfilm als Teil des sogenannten „Star Wars Spectacular“ bei der alljährlichen Tournament of Roses Parade, deren „Grand Marshal“ in diesem Jahr der Star-Wars-Schöpfer George Lucas war.
Nach nur 10 Jahren hat es die 501st Stormtrooper Legion in das Guinness-Buch der Rekorde geschafft. In der Ausgabe 2008 erhält die Legion die Auszeichnung für den größten Star-Wars-Kostümclub der Welt. In der deutschen Ausgabe ist dieser Beitrag auf Seite 158 zu finden.
Aus dem Jahr 2007 ist die DVD-Dokumentation Heart of an Empire, welche die Entstehung der 501st Legion erzählt und das weltweite Phänomen dieser Gruppierung betrachtet.